# Cratolabus taihorinus
Cratolabus taihorinus là một loài tò vò trong họ Ichneumonidae.